# Apoteket, Närpes
För andra betydelser, se Apoteket (olika betydelser).
Apoteket är en ö i Finland. Den ligger i Bottenhavet och i kommunen Närpes i den ekonomiska regionen  Sydösterbotten i landskapet Österbotten, i den västra delen av landet. Ön ligger omkring 59 kilometer söder om Vasa och omkring 340 kilometer nordväst om Helsingfors.
Öns area är 1,2 hektar och dess största längd är 210 meter i nord-sydlig riktning.